# Working Women United
Working Women United (WWU), más tarde denominada Working Women United Institute (WWUI), es una organización estadounidense que lucha por los derechos de las mujeres. Se constituyó en Ithaca, Nueva York, en 1975, para combatir el acoso sexual y la discriminación de las mujeres en el lugar de trabajo.

## Antecedente y orígenes

### Programa de Asuntos Humanos (HAP)
El Programa de Asuntos Humanos (HAP) perteneciente a la Universidad de Cornell, ofrecía cursos académicos y organización comunitaria con instrucciones teóricas y prácticas en inquietudes sociales, políticas, educativas y económicas. Originalmente esto incluía la reforma penitenciaria, la reurbanización y el dinero y la banca. Susan Meyer y Karen Sauvigné fueron activistas, parte del Programa Humans Affair (HAP) en Cornell, que ofrecieron apoyo a Carmita Wood, una mujer que se vio obligada a dejar su puesto de trabajo por el acoso sexual del que estaba siendo objeto por parte de su jefe. En 1974 se formó una sección de mujeres en HAP, en la que Lin Farley, una activista de larga trayectoria, ocupó el cargo de directora. Cuando Meyer, Sauvigné y Farley comenzaron a hablar con Wood y profundizar en su caso, descubrieron que las mujeres de todo el mundo experimentaban una situación similar a la de Wood, donde eran despedidas o renunciaban por no aceptar insinuaciones sexuales no deseadas. 
Meyer, Sauvigné y Farley encontraron abogados para Wood y argumentaron que el Título VII debería incluir la protección de las mujeres contra la intimidación en el espacio laboral basada en el sexo. Estas mujeres apelaron la reclamación por desempleo de Woods, pero perdieron. Farley testificó en 1975 en las Audiencias de la Comisión de Derechos Humanos de la Ciudad de Nueva York sobre Mujeres y Trabajo para definir el acoso sexual. El mensaje de Farley rápidamente se hizo famoso a nivel nacional y el acoso sexual se dio a conocer en todo el mundo. Para apoyar a las mujeres trabajadoras, las HAP crearon una organización de mujeres trabajadoras conocida como Working Women United (WWU).

### Acoso sexual en el trabajo. El caso de Carmita Wood
La fundación de Working Women United tuvo sus orígenes en el caso de Carmita Wood, una mujer que renunció a su trabajo en la Universidad de Cornell debido al acoso sexual del que estaba siendo objeto en dicha institución. A partir de que Carmita Wood recibiera el apoyo de activistas del PAH y de WWU, el término acoso sexual fue conceptualizado y saltó a la opinión pública. 

#### La denuncia y el juicio
En 1975 Carmita Wood renunció a su puesto de trabajo en la Universidad de Cornell tras ser reiteradamente víctima de acoso sexual por parte de su supervisor, Boyce McDaniel, y a la negativa de la universidad a aprobar su solicitud de traslado. Wood era la asistente administrativa de McDaniel, un físico nuclear que trabajaba en el Proyecto Manhattan antes de unirse al equipo de Cornell. McDaniel hacía constantes gestos y comentarios sexuales sobre Wood, lo que provocó que ella desarrollara una ansiedad extrema que le ocasionó fuertes dolores de cuello y entumecimiento en los hombros y los brazos. Wood trabajaba en estrecha proximidad con McDaniel y se veía obligada a soportar este comportamiento de manera constante. Estos acosos incluso se producían a la vista de todo el mundo. Un ejemplo de ello tuvo lugar en una fiesta de Navidad, donde McDaniel delante de sus colegas sacó a bailar a la fuerza a Wood, le levantó el jersey para tocarle la espalda desnuda y la besó repetidamente. Los síntomas físicos y emocionales de Wood comenzaron a disminuir mientras McDaniel estuvo de licencia, sin embargo, al regresar este, todo continuó, motivo por el cual la trabajadora decidió irse inmediatamente.Antes de renunciar, Carmita Wood pidió a la Universidad un traslado de puesto de trabajo, pero su solicitud le fue denegada.  Posteriormente, en junio de 1974, Wood dimitió, tras lo cual reclamó una prestación por desempleo, recibiendo la negativa de la universidad, la cual alegó que la extrabajadora había renunciado a su trabajo por "razones personales" y que su baja había sido voluntaria.

#### El impacto
Working Women United (WWU) se constituyó para dar publicidad al caso de Carmita Wood y conformar una opinión pública que diera voz a las experiencias de acoso sexual de otras mujeres en el trabajo. La instructora del caso, Lin Farley, activista clave de WWU, utilizó la expresión "acoso sexual" en una audiencia, la cual fue recogida por el The New York Times que informó sobre ello bajo el titular “Las mujeres empiezan a levantar su voz sobre el acoso sexual en el trabajo”, lo que contribuyó a introducir dicho término en el léxico nacional. En sus inicios, WWU acuñó una definición de acoso sexual que hacía alusión al tratamiento de las trabajadoras como objetos sexuales, pero aún sin especificar qué conductas en concreto constituían dicho acoso.
Carmita Wood finalmente perdió el caso en los tribunales mientras Boyce McDaniel continuó su carrera ascendente, incluso fue elegido miembro de la Academia Nacional de Ciencias en 1981, años después de que Wood presentara su denuncia. Esta experiencia de acoso sexual y el juicio, en contraste, afectó a Carmita Wood mermando oportunidades de empleo, pero también a sus hijos en la escuela, que se vieron en la situación de tener que defender a su madre cuando sus compañeros expresaban opiniones negativas sobre el tema. Finalmente Wood tuvo que dejar su ciudad y mudarse a California. No obstante, aunque Wood señaló estos aspectos negativos, también explicó cómo los positivos supusieron que mereciera la pena toda la lucha. Entre estos últimos, valoraba que su caso hubiera animado a un grupo de 275 mujeres a denunciar el acoso sexual, así como cierta aceptación social, relatando en este sentido que mientras caminaba por la calle, hombres y mujeres la paraban para elogiarla por su valentía mostrándola su apoyo. 
Carmita Wood dio alguna conferencia en donde ella y otras mujeres hablaban sobre el sentimiento de estar solas ante situaciones de acoso, al tiempo que ponían en evidencia que había muchos casos en todo el país, que no eran situaciones aislados. Su lucha y sus palabras fueron inspiradoras e impulsaron a las mujeres jóvenes trabajadoras a unirse a WWU y a defender sus derechos.  
Así, si bien el caso de Carmita Wood no terminó con un resultado positivo en los juzgados, por el contrario contribuyó a unir a las mujeres para luchar contra el acoso sexual y llamar la atención sobre el tema, así como la necesidad de cambios legislativos. WWU, por su parte, continuó luchando por el trato injusto que recibían muchas mujeres en su lugar de trabajo. Años después de que se acuñara el término "acoso sexual" a partir de este caso, el sistema legal experimentó un gran cambio. La Corte Suprema dictaminó en 1986 que el acoso sexual era ilegal porque violaba la ley contra la discriminación sexual en el lugar de trabajo.

### Discriminación sexual en el trabajo. El caso de Ane Becker
El 15 de abril de 1975, con el apoyo de Working Women United (WWU), Ane Becker presentó una denuncia ante la Comisión de Derechos Humanos del Estado de Nueva York contra su empleador, Borg Warner, una corporación internacional de suministro de automóviles con instalaciones en Ithaca, alegando discriminación sexual. 

#### La denuncia y el juicio
El 24 de julio de 1975, con el acompañamiento de la WWU, Ane Becker presentó una demanda contra la división Morse Chain de Borg Warner en Ithaca, Nueva York, alegando discriminación sexual ante la Comisión de Igualdad de Oportunidades en el Empleo. Becker, empleada desde hacía 17 años, alegó que se le había negado la igualdad de oportunidades protegida por la Ley de Derechos Civiles de 1964.
Becker, que había trabajado como empleada de compras durante 13 años, argumentaba que sus responsabilidades eran prácticamente las mismas que las de otros compañeros varones y, sin embargo, estos ganaban entre 30 y 96 dólares más por semana, denunciando que "si yo hubiera sido hombre y hubiera hecho exactamente lo mismo, me habrían ascendido hace 13 años"
Yacknin, de la WWU, estuvo de acuerdo en que el caso de Ane Becker cumplía muchos criterios para ser un caso de discriminación. En concreto señaló que "no hay mujeres encargadas de compras en la planta de Morse Chain en Ithaca, y no las ha habido durante al menos los últimos 18 años", sosteniendo la WWU que se estaba ante un caso de discriminación, no solo en cuanto a lo que ascensos y salarios se refiere, sino también en lo que compete a la contratación y otros aspectos como el acceso a la formación y los títulos.
En noviembre de 1975, con el apoyo de WWU, Becker ganó la demanda. Aunque Borg Warner Automotive negó haber cometido irregularidad alguna, Becker fue ascendida, recibió un aumento salarial y dos años de pago retroactivo tal y como se recogió en el periódico local Ithaca Journal del 8 de noviembre de 1975.

## Impacto en el movimiento feminista
A mediados de la década de 1970, el movimiento feminista creó espacios sociales y conceptuales donde las mujeres podían hablar sobre el acoso sexual en el trabajo. Tal como lo habían hecho anteriormente las mujeres con el aborto, la violación y el abuso doméstico, identificar y hablar sobre la violación legitimó sus sentimientos de violación. Esta vez se centraron en el acoso sexual en el lugar de trabajo, y el caso de Carmita Wood inspiró al movimiento. Se le negaron los beneficios de desempleo cuando renunció como asistente administrativa de un profesor en la Universidad de Cornell porque había estado físicamente enferma por la presión de evitar los avances sexuales no deseados de su jefe. 
La primera respuesta organizada al acoso sexual surgió del movimiento de mujeres, en la intersección entre las protestas contra el sexismo en el trabajo y la oposición feminista a la violencia contra las mujeres.  El problema del acoso sexual unió las quejas sobre las mujeres en el mercado laboral con la oposición a la violencia sexual masculina. Dos grupos fundados a mediados de la década de 1970 para centrarse específicamente en el acoso sexual: Working Women United (WWU) en Ithaca, Nueva York, y la Alianza Contra la Coerción Sexual de Cambridge, Massachusetts.  Un domingo por la tarde, el 4 de mayo de 1975, 275 mujeres se reunieron en el Centro de Actividades de Greater Ithaca para el primer "Speak Out" del país, donde testificaron sobre sus experiencias personales de acoso sexual. WWU, así como el Programa de Asuntos Humanos de la Universidad de Cornell y el Capítulo de la Organización Nacional de Mujeres en Ithaca. 
Esta campaña surgió del movimiento de mujeres más amplio, que proporcionó a las líderes de la lucha contra la agresión sexual una base institucional, redes de contacto, políticas y una base conceptual y filosófica.

## "Speak out"
La primera protesta ocurrió el 4 de mayo de 1975 como un “Speak Out”, a modo de los denominados grupos de autoconciencia, donde las mujeres dieron testimonio público de experiencias personales de acoso sexual en el trabajo. Ellas alzaron la voz para romper el silencio sobre el acoso sexual y al mismo tiempo crearon conciencia sobre el término recién conceptualizado. Como referente de la primera protesta contra el acoso sexual, Carmita Wood recibió el apoyo de mujeres que pudieron identificarse con su experiencia o que se manifestaron para proteger a otras víctimas. La protesta fue, en todo caso, una oportunidad para que las mujeres hablaran sobre su exposición al acoso sexual. 
Hablar les permitió expresar el impacto físico y emocional que esa experiencia de acoso sexual les produjo en una época en la que las mujeres solían tener miedo de hablar de sus problemas en el trabajo. Así, las mujeres que hablaron el 4 de mayo de 1975 en Ithaca, Nueva York, son reconocidas por ser inspiradoras y poderosas por sus acciones valientes y su capacidad de compartir su experiencia traumática o experiencias de acoso sexual. 
En este "Speak Out" contra el acoso sexual, hubo una política estricta contra los medios de comunicación. Algunas personas temían que el uso de los medios de comunicación pudiera alterar las palabras de las mujeres y quitarles poder a sus discursos y experiencias.
Esta campaña surgió del movimiento de mujeres más amplio, que proporcionó a las líderes de la lucha contra la agresión sexual una base institucional, redes de contactos, políticas y filosofía.

## Encuesta sobre acoso sexual
Durante la década de 1970 las activistas feministas se emplearon más a fondo en la tarea de crear conciencia en el público sobre la gravedad asociada con el acoso sexual. WWU siguió intentando implementar políticas contra el acoso sexual, como por ejemplo programas de capacitación en el lugar de trabajo. En los continuos debates sobre las políticas de acoso sexual con frecuencia se ponía al descubierto la idea de que en realidad no era un problema grave porque eran las mujeres las que provocaban el acoso sexual por su vestimenta y sus actitudes. Además, quienes se oponían a las políticas de prevención del acoso sexual, a menudo sostenían que no se trataba de una cuestión legal sino moral. El argumento de que el acoso sexual en realidad no existía como un problema real se manifestó de muchas formas, las cuales se reflejaron en la importante encuesta realizada en 1975 por la revista Redbook. Dicha publicación era conocida por realizar encuestas por correo, pero la que llevó a cabo en 1976 sobre acoso sexual y las mujeres en el lugar de trabajo propició una cantidad de respuestas abrumadora y sin precedentes. A partir de las mismas fue posible extraer estadísticas contribuyendo de manera sustancial a llevar el tema al debate público. Las alarmantes estadísticas extraídas de la encuesta, con las altas tasas de violencia sexual que reflejaban, pusieron de manifiesto que el tema exigía mucha más acción y atención pública de la que estaba recibiendo.

## BoletínLabor Pains
En agosto de 1975, Working Women United comenzó a publicar un boletín bajo la denominación Labor Pains. Los artículos del boletín abordaban cuestiones relacionadas con las mujeres en el lugar de trabajo, incluyendo también experiencias diversas. Las historias procedían de mujeres de todas las edades, de todos los orígenes y de todas las profesiones. 
El boletín mostraba a otras mujeres que no estaban solas en sus luchas y que estas tenían sentido. Entre estas historias se encontraba la experiencia de acoso sexual de Carmita Woods y un resumen de la protesta "Speak out" del 4 de mayo de 1975. Los artículos ofrecían, además, orientación a las mujeres en su batalla contra el acoso y la agresión sexual en el lugar de trabajo. El boletín, junto con otras iniciativas de promoción de WWU, ayudó a la organización a captar la atención de los medios de comunicación nacionales. En general, los esfuerzos de WWU ayudaron a concienciar y a conocer los recursos contra la agresión sexual entre las ciudadanas de todo el país. Durante el verano de 1975 y mediados de 1976, WWU apareció en el New York Times, el Wall Street Journal y el Chicago Tribune. WWU continuó publicando números de Labor Pains hasta principios de 1976, año en el que la organización se disolvió y fue reemplazada por Working Women United Institute (WWUI).

## Bancos de datos
La WWU creó bancos de datos para archivar y organizar casos de agresión sexual. Mediante la creación de bancos de datos, la WWI centralizó el acceso a un conjunto integral de conocimientos jurídicos sobre el acoso sexual. WWI se posicionó como la autoridad líder en este tema, dando a conocer este a la opinión pública. 

## Debate teórico
A finales de la década de 1970 se debatió mucho sobre las estructuras opresivas detrás del acoso sexual a las mujeres en el lugar de trabajo, todas ellas arraigadas en la teoría feminista. Muchas teóricas feministas a menudo relacionaban el acoso sexual con la violación, en el sentido de que el acoso sexual, como la violación, tienen que ver con el poder y no con el sexo. Por ejemplo, la WWI afirmó que el acoso sexual en el lugar de trabajo constituía una violación económica y que la desigualdad entre los sexos es la causa básica del acoso sexual.  La WWI apoyó firmemente las soluciones legales como respuesta al acoso sexual, mientras que otras organizaciones, como la Alianza Contra la Coerción Sexual (AASC), eran más cautelosas respecto del sistema legal. Las integrantes de la WWI también fueron criticadas por su falta de interseccionalidad y su enfoque analítico centrado en el patriarcado. En 1978, Lin Farley escribió Sexual Shakedown: The Sexual Harassment of Women on the Job, en el que afirmó que el patriarcado es la raíz del acoso sexual. 
Freada Klein, organizadora de la AASC, fue una de las mayores críticas de Farley. Klein y AASC argumentaban que el acoso sexual es producto de la opresión interseccional. Klein sostenía que el análisis de Farley era demasiado simplista y que pasaba por alto el papel que juegan el capitalismo, la raza y la clase en el acoso sexual. 
Farley respondió a Klein en la revista Aegis, ahondando en su argumentación de que el patriarcado es la raíz del acoso sexual, explicando que en el capitalismo las mujeres supuestamente podían competir con los hombres en un mercado laboral libre, pero que en realidad esto no era posible con unos sindicatos, masculinos, que segregan las oportunidades de capacitación y trabajo, algo que se produce como consecuencia de un sistema arraigado en el patriarcado.  No obstante, en general Freada Klein reconoció el trabajo pionero de Lin Farley y su papel en el debate sobre el acoso sexual.